# Nick Jonas (álbum)
Nick Jonas es el segundo álbum de estudio y segundo álbum homónimo del cantante y compositor estadounidense Nick Jonas, lanzado el 10 de noviembre de 2014 a través de Island Records.

## Antecedentes y composición
En una entrevista con la revista Rolling Stone, Jonas dijo que cuando acabara de trabajar con Demi Lovato en el The Neon Lights Tour, va a dirigir su atención hacia su próximo proyecto en solitario. "Algunas cosas ya están hechas y listas para ser puestas en libertad", dijo. "Tengo un montón de cosas en el tintero en este momento y estoy esperando para liberar algunas noticias acerca de mi música y mis próximos pasos. No he grabado todavía, pero he comenzado a hacer un poco de música y ahora es todo sobre la alineación de las piezas.
"Yo en realidad quería hacer un disco que era diferente a todo lo que había hecho en el pasado, pero fui fiel a mis influencias: Stevie Wonder, Prince, Bee Gees", dijo a Music Time. "Y luego a, The Weeknd y Frank Ocean. Todo ese ambiente de alternativo de R & B / pop. Simplemente cayó en un lugar muy natural muy temprano. Hasta el punto donde Había seis canciones 'Oh, tenemos un registro tomando forma ". "Estaba realmente seguro de lo que quería hacer ", dijo Jonas sobre su nuevo disco.
El álbum cuenta con colaboraciones con Mike Posner, Angel Haze y Demi Lovato.
El 30 de julio de 2014, se anunció que después del trabajo de Jonas como director creativo y musical del The Neon Lights Tour, que habrá un dueto entre él y la cantante pop amiga Demi Lovato en el expediente. "Es una gran canción que ambos amamos. Su voz es simplemente increíble en ella. Ella es el verdadero negocio. Es el complemento perfecto para este disco", dijo Jonas acerca de la canción. El 5 de septiembre de 2014, se anunció que su álbum debut homónimo se lanzaría el 11 de noviembre de 2014 al igual que se anunciaron algunas fechas para promocionar a este.

## Sencillos
"Chains" fue lanzado como sencillo principal de Nick Jonas el 24 de julio de 2014. La canción fue escrita y producida por Jason Evigan, con composiciones adicionales proporcionadas por Ammar Malik, y Daniel Parker. La canción alcanzó el número 31 en la lista US Pop Digital Songs. El videoclip (dirigido por Ryan Pallotta) se estrenó el 30 de julio de 2014. Tras el relanzamiento del sencillo en enero de 2015, desde entonces ha alcanzado el número 13 en la lista estadounidense Billboard Hot 100.  El sencillo fue lanzado el 21 de junio de 2015 en el Reino Unido.
El segundo sencillo del álbum, "Jealous" fue lanzado el 7 de septiembre de 2014. Fue escrito por Jonas, Simon Wilcox, y Nolan Lambroza; con la producción, que fue dirigida por Lambroza. El 5 de septiembre, Jonas adelantó 30 segundos del nuevo sencillo. El 6 de septiembre de 2014 se anunció que sus fans podían encargar por adelantado su próximo álbum para acceder antes a la venta de entradas para la gira. También recibirán una descarga de su sencillo "Jealous" el 8 de septiembre de 2014. La canción alcanzó el número 7 en la lista Billboard Hot 100, convirtiéndose en el sencillo más alto de Jonas en los Estados Unidos a partir de agosto de 2016. El vídeo musical (dirigido por Peter Tunney y con un cameo de la novia de Jonas en la vida real, Olivia Culpo) se estrenó el 16 de septiembre de 2014.  El sencillo se publicó el 5 de abril de 2015 en el Reino Unido y alcanzó el número 2 en la UK Singles Chart.
Con la reedición del álbum, Jonas lanzó un nuevo sencillo, "Levels", el 21 de agosto de 2015, para ayudar con la promoción. El vídeo musical que acompaña a la canción se estrenó el 30 de agosto de 2015.
Pocos días después, el cantante publicó "Area Code" en su cuenta de SoundCloud, con un vídeo musical que se lanzó más tarde, el 9 de octubre de 2015.

## Recepción Crítica
Tras el anuncio del álbum, Jonas promocionó el álbum durante varias apariciones en radio y televisión, incluyendo una actuación de "God Bless America" en las finales femeninas televisadas del US Open el 7 de septiembre, y tanto en Watch What Happens: Live como en Fashion Rocks el 9 de septiembre de 2014.  Para promocionar el álbum, Jonas lanzó un tema llamado "Numb" con Angel Haze como sencillo de cuenta atrás del álbum el 7 de octubre de 2014. El tercer tema del álbum, llamado "Teacher", se lanzó como segundo sencillo de cuenta atrás el 14 de octubre de 2014. También la quinta canción del álbum, llamada "Wilderness", fue lanzada como tercer sencillo de cuenta atrás el 21 de octubre de 2014. Jonas se embarcó en la gira de presentación del álbum, la Nick Jonas Live Tour que arrancó en Seattle el 22 de septiembre de 2014.
Nick Jonas obtuvo críticas generalmente positivas por parte de la crítica musical tras su lanzamiento, ostentando una puntuación agregada de 69 sobre 100 basada en cinco reseñas.  Stephen Thomas Erlewine de AllMusic declaró: "A pesar de todos los invitados y accesorios modernos, Nick Jonas está en su mejor momento cuando Jonas juega limpio, cuando se basa en sus eternas fijaciones Prince y Stevie Wonder, que le dan no sólo una paleta bastante rica para dibujar, pero le proporcionan una buena dirección para canalizar sus habilidades melódicas".

## Recepción comercial
El álbum fue un éxito, debutando en el número 6 del Billboard 200, con ventas en su primera semana de 37 000 copias en los Estados Unidos. Hasta agosto de 2015, el álbum ha vendido 388 000 copias en los Estados Unidos.

## Lista de canciones
| Nick Jonas – Standard edition |                               |                   |          |  |
| N.º                           | Título                        | Producer(s)       | Duración |  |
| 1.                            | «Chains»                      | Evigan Nick Jonas | 3:23     |  |
| 2.                            | «Jealous»                     | Sir Nolan         | 3:43     |  |
| 3.                            | «Teacher»                     | Evigan Jonas      | 3:19     |  |
| 4.                            | «Warning»                     | Coucheron         | 3:16     |  |
| 5.                            | «Wilderness»                  | Kirkpatrick       | 3:47     |  |
| 6.                            | «Numb» (con Angel Haze)       | Monson            | 3:58     |  |
| 7.                            | «Take Over»                   | Robopop Ryan      | 2:40     |  |
| 8.                            | «Push»                        | Foster            | 3:32     |  |
| 9.                            | «I Want You»                  | Ruth C. Taylor    | 3:23     |  |
| 10.                           | «Avalanche» (con Demi Lovato) | Heyaca            | 3:17     |  |
| 11.                           | «Nothing Would Be Better»     | Kirkpatrick       | 4:34     |  |
| 38:52                         |                               |                   |          |  |

| Nick Jonas – Deluxe edition (bonus tracks) |                              |             |          |  |
| N.º                                        | Título                       | Producer(s) | Duración |  |
| 12.                                        | «Chains» (Just a Gent Remix) | Evigan      | 3:53     |  |
| 13.                                        | «Santa Barbara»              | Jonas       | 3:40     |  |
| 14.                                        | «Closer» (con Mike Posner)   | Monson      | 3:49     |  |
| 50:14                                      |                              |             |          |  |

| Nick Jonas X2 |                                               |                                            |          |  |
| N.º           | Título                                        | Producer(s)                                | Duración |  |
| 15.           | «Levels»                                      | Kirkpatrick The Monsters and the Strangerz | 2:47     |  |
| 16.           | «Area Code»                                   |                                            | 2:41     |  |
| 17.           | «Chains (Remix)» (con Jhené Aiko)             | Evigan Jonas                               | 3:23     |  |
| 18.           | «Jealous (Remix)» (con Tinashe)               | Sir Nolan                                  | 3:41     |  |
| 19.           | «Good Thing» (Sage the Gemini con Nick Jonas) | Ilya                                       | 3:47     |  |
| 20.           | «Teacher» (Young Bombs Remix Radio Edit)      |                                            | 3:35     |  |
| 21.           | «Levels» (Alex Ghenea Radio Edit)             |                                            | 3:14     |  |
| 73:22         |                                               |                                            |          |  |

## Posicionamiento en listas
| País           | Lista                    | Mejor posición |
| -------------- | ------------------------ | -------------- |
| Australia      | Australian Albums Chart  | 40             |
| Bélgica        | Ultratop (Wallonia)      | 192            |
| Canadá         | Canadian Albums Chart    | 13             |
| México         | AMPROFON                 | 18             |
| Estados Unidos | Billboard 200            | 6              |
| Nueva Zelanda  | New Zealand Albums Chart | 35             |

## Historial de lanzamiento
| País           | Fecha                   | Versión         | Formato             | Discográfica | Ref.   |
| -------------- | ----------------------- | --------------- | ------------------- | ------------ | ------ |
| Canadá         | 10 de noviembre de 2014 | Standard deluxe | CD Descarga digital | Island       | [ 45 ] |
| Estados Unidos | 10 de noviembre de 2014 | Standard deluxe | CD Descarga digital | Island       | [ 46 ] |
| Reino Unido    | 17 de julio de 2015     | Standard deluxe | CD Descarga digital | Island       | [ 47 ] |